# K Boom FC
El K Boom FC fue un equipo de fútbol de Boom en la provincia de Amberes que alguna vez jugó en la Primera División de Bélgica, la máxima categoría de fútbol en el país. El club se fusionó con Rupel Boom FC en 1998. El club tenía la licencia n.º 58. Los colores del club eran azul y blanco.

## Historia
Fue fundado en el año 1913 con el nombre Boom FC y fueron inscritos ante la Real Federación Belga de Fútbol con la matrícula n.º 58. Los primeros partidos se jugaron en Molenstraat, luego se trasladaron a Velodroomstraat. Ya en 1921 el club jugó una temporada en Segunda División. Más tarde, en la década de los 20, el club jugó alternativamente entre Segunda y Tercera División. En 1931, Boom asciende nuevamente a Segunda, donde se mantuvieron hasta 1938. En su 25 aniversario en 1938, el club recibió el título real y se convirtió en K. Boom FC. Boom terminó como campeón en Segunda ese año y ascendió a la Primera División por primera vez en su historia.
A excepción de la temporada 1943/44 que jugó en Segunda, Boom jugó en la máxima división nacional hasta 1949. Después de eso, el club jugaría en Segunda durante los años 50, y gran parte de los años 60 el club los jugaría en Tercera. Durante este período, el club se mudó al Parkstadion, donde solía jugar Rupel SK. En 1971 Boom terminó campeón y regresó a la Segunda División. En 1977, el equipo se proclamó campeón y vuelve a Primera División. Sin embargo, esta estancia duró poco. Boom terminó último y descendió inmediatamente después de una temporada. Después de otras 14 temporadas en Segunda División, Boom ganó el play-off de ascenso en 1991/92 y asciende a Primera División por tercera vez. Nuevamente, esta estadía solo duró una temporada , Boom termina colista y volvió a descender.
El club se hundiría muy rápido a partir de este año. Después de dos temporadas, Boom volvió a la Tercera, una temporada más tarde a la Cuarta y otra temporada más tarde a Provincial. El club tuvo problemas financieros y el contrato con el gigante de videoclubs Superclub como patrocinador también tuvo un impacto negativo. En 1998, el club finalmente se fusionó con el vecino Rupel SK para formar K Rupel Boom FC. El club resultante retuvo el número licencia 2138 de Rupel, el número licencia 58 del Boom FC fue eliminado. El nuevo club comenzó en Tercera Provincial en Amberes.
El equipo jugó 9 temporadas en la Primera División de Bélgica, en donde disputó 200 partidos, ganando 55, empatando 42 y perdiendo 103, anotó 275 goles y recibió 433.

## Palmarés
- Segunda División de Bélgica: 2

1937/38, 1976/77
- Tercera División de Bélgica: 2

1962/63, 1970/71

## Jugadores

### Jugadores destacados
| - Glen De Boeck - Roger Lukaku - Ross Aloisi | - Ronny Martens - Daniel Veyt - Didier Ernst | - Shalom Tikva - Steve Snow - Stalin Rivas |